# 9088 Maki
A 9088 Maki (ideiglenes jelöléssel 1995 SX3) a Naprendszer kisbolygóövében található aszteroida. Endate K. és Vatanabe Kazuró fedezte fel 1995. szeptember 20-án.